# Burg Willenberg
Burg Willenberg (polnisch Zamek w Wielisławiu Złotoryjskim) ist die Ruine einer Höhenburg in Wielisław Złotoryjski (deutsch Willenberg), einem Ortsteil von Sędziszowa (Röversdorf) in der Stadt- und Landgemeinde Świerzawa (Schönau) im Powiat Złotoryjski (Kreis Goldberg) in der Woiwodschaft Niederschlesien in Polen. Die Burg liegt über dem rechten Ufer der Katzbach.
Die Ruine steht auf einem Porphyrhügel innerhalb eines Burgwalls aus dem 12.–13. Jahrhundert. Die Burg selbst wurde ebenfalls aus Porphyr im 14. oder 15. Jahrhundert für einen Ritter des Liegnitzer Herzoghofs erbaut.